# Gerd Schuller
Gerd Schuller (* 16. März 1953 in Villach) ist ein österreichischer Musiker (Keyboard, Hammondorgel, Komposition). 

## Leben und Wirken
Schuller absolvierte die Volksschule in Heiligengeist und besuchte das Realistische Gymnasium in Villach, das er 1974 mit der Matura abschloss. Während dieser Zeit spielte er schon Hammondorgel bei Jazzmessen in der St.-Nicolai-Kirche in Villach. Er studierte an der Universität für Musik und darstellende Kunst Graz bei Harald Neuwirth Jazz im Fach Jazz-Klavier (Diplom 1981).
Schuller arbeitete zunächst als Musiker für das Schauspielhaus Graz. 1980 arrangierte er dort die Musik für die Deutsche Erstaufführung von Jean-Claude Carrieres Stück Die Konferenz der Vögel in einer Inszenierung von Rainer Hauer.
Bereits während seines Studiums spielte er auch in Wilfried Scheutz’ Wilfried’s Crazy-Baby-Band Klavier sowie bei S.T.S., Boris Bukowski oder auch Carl Peyer, auf deren Tonträger er auch zu hörein ist. Daneben war er in eigenen Bands tätig wie der Fusion-Band Attack, mit der bis 2002 sechs Alben entstanden, Keytrio oder B3, in der er die gleichnamige Hammondorgel spielt.
Schuller stilistisches Repertoire reicht von Rock, Pop, Fusion, Crossover, Grunge, Madchester, Rap, Blues, Jazz, Klassik, Experimental, Musical bis hin zur Volksmusik, die er immer wieder miteinander verbindet. 2009 komponierte Schuller das Paulus Pop Oratorium, welches in Graz uraufgeführt wurde.
Seit 1985 unterrichtet Schuller im Lehrauftrag an der Universität für Musik und darstellende Kunst Graz Keyboard und Popkomposition und leitet eigene Bandformationen. Er ist verheiratet, Vater von vier Kindern und lebt und arbeitet in Graz und am Ossiacher See.

## Werke
Schuller schrieb und produzierte Musik für zahlreiche Werbespots (Hornig Kaffee, Kastner&Öhler, Milde Sorte, Milka, Schärdinger u. a.) sowie Signations für den deutschen Nachrichtensender n-tv (1998–2001), für Premiere, das ORF-Magazin Report und Radio Steiermark (1996–2000) Auch produzierte er die Musik zu den Tourismuswerbefilmen Discover the Joy of Austria.
Weiterhin ist er Komponist der österreichischen Fernsehserie Kommissar Rex (ORF/SAT1). Aus seiner Feder stammt auch die Musik zur deutschsprachigen Serie Schlosshotel Orth (ORF/ZDF). Auch für die Musik zu SOKO Kitzbühel wurde von Schuller komponiert.

### Filmmusik
Schuller schrieb Musik zu Kinofilmen wie Seifenblasen (1988, Regie:Alfred Ninaus), Giulia Super (1994, Regie: Michael Czencig), Tödlicher Umweg (2003, Regie: Curt Faudon) und zu den Fernsehfilmen Mörderische Abfahrt (EPO-Film), Der arme Verschwender (2006, Regie: Michael Kreihsl), Cross Town Sabbath/Zwang zur Unrast (1994/95, Doku-Drama nach einem Buch von Frederic Morton, ORF, PBS, Channel 13, Regie: C. Faudon). 
Ebenso stammt die Musik zu den DokumentarfilmenIndustrie am Wendepunk oder den Serien Land der Täler 1–10 (1989–1991, Dokumentation ORF) und Universum von Peter M. Preissler aus seiner Feder. In Zusammenarbeit mit Curt Faudon war Schuller 1987 bis 1992 für die Filmmusik zu drei Werbefilmen des WienTourismus verantwortlich.

### Theatermusik
Neben seiner Tätigkeit als Filmmusiker vertonte Gerd Schuller Stücke für die Bühnenversion des Fellinifilms La Strada – Das Lied der Straße im Alten Theater in Stuttgart und 2012 die Musik zu Taboris Theaterstück Die Goldbergvariationen im Volkstheater Wien. 2017 komponierte er die Musik für die Neufassung des Bleiberger Knappenspiels.

### Musical
2010 hob Schuller gemeinsam mit seinen Söhnen Gunther und Geri Schuller das Volksmusical Simon Kramer auf der Burgruine Finkenstein aus der Taufe. Die Texte schrieben die Kärntner Dichter Heimo Töfferl und Adolf Ulbing.

## Preise und Auszeichnungen
Schuller ist Gewinner des Grand Prix CIFFT 2004 (weltbester Tourismuswerbefilm) und des Grand Prix CIFFT 2007. 
Im Film Mozart 2006 arrangierte er die Musik des Genius und gewann damit den 1. Platz beim U.S. International Film & Videofestival. 2006 erhielt er den Kulturpreis der Stadt Villach „für sein bisheriges Lebenswerk“ verliehen von Bürgermeister Helmut Manzenreiter. 2008 wurde er mit dem Goldenen Ehrenzeichen des Landes Steiermark „für die Verdienste um die kulturelle Entwicklung“ ausgezeichnet (beschlossen von der steirischen Landesregierung). 2011 wurde er als Steirer des Tages gefeiert für Schullers Keytrio und dessen CD Pandora.